# RC Cola

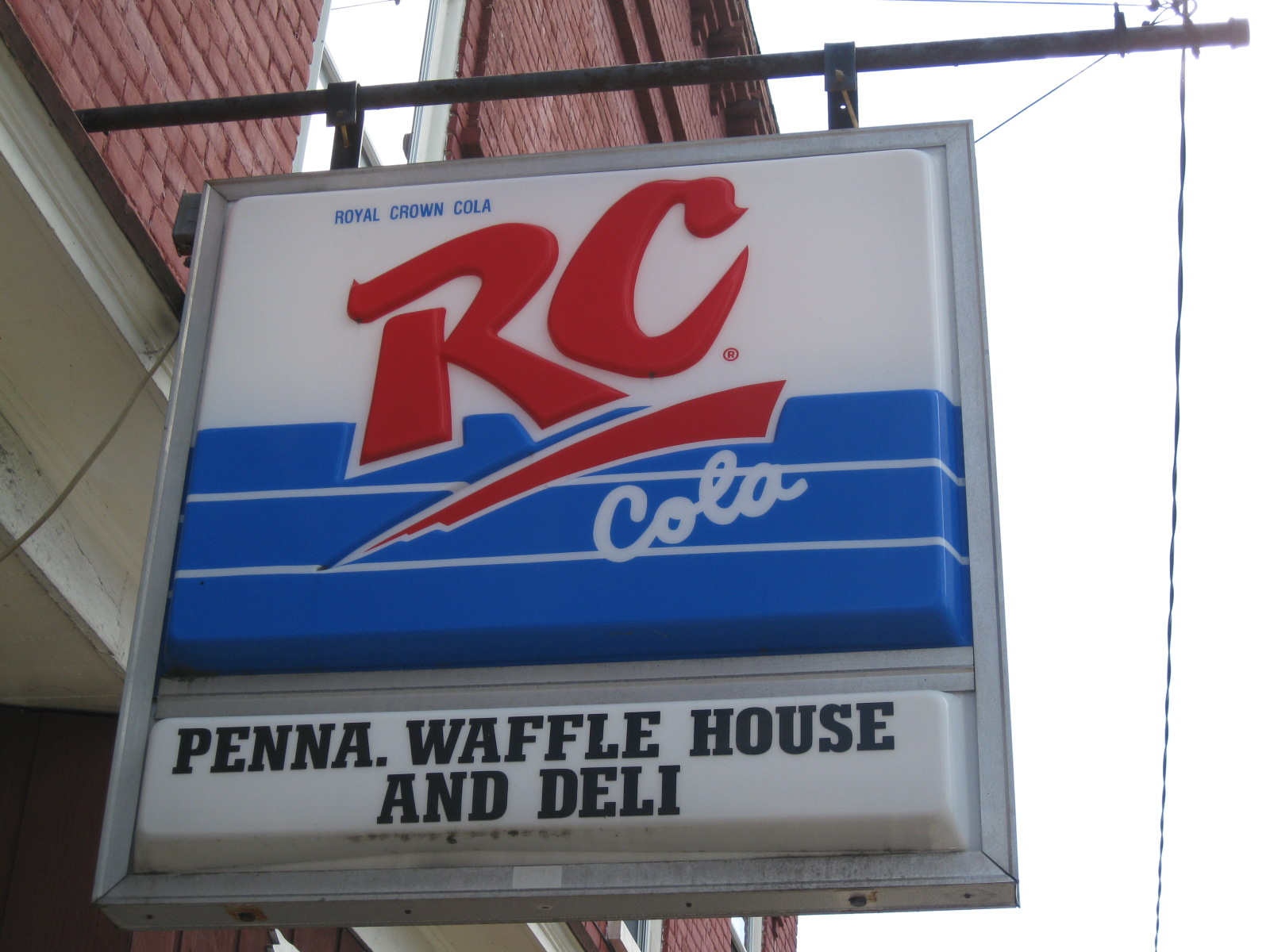
Enseigne à Jersey Shore (Pennsylvanie).

Le RC Cola, nom court de Royal Crown Cola, est un soda fabriqué depuis 1905 à Colombus, Géorgie, aux États-Unis. 
Le RC Cola se situe sur le segment haut de gamme. Il est composé de sucre de canne, de noix de cola d'Éthiopie, d'arômes naturels avec une qualité pression identique à celle de la bière.
La société Keurig Dr Pepper est propriétaire de RC Cola en Amérique du Nord et par la société Cott Beverages Inc pour le reste du monde. 